# Carmela Bucalo
Carmela Bucalo é uma política italiana. Ela foi eleita deputada ao Parlamento da Itália nas eleições legislativas italianas de 2018 para a Legislatura XVIII.

## Carreira
Bucalo nasceu em 27 de junho de 1963 em Barcellona Pozzo di Gotto.
Foi eleita para o Parlamento Italiano nas eleições legislativas italianas de 2018, para representar o distrito da Sicília 2 pelos Irmãos da Itália.